# Condylostylus sinuatus
Condylostylus sinuatus är en tvåvingeart som först beskrevs av Macquart 1842.  Condylostylus sinuatus ingår i släktet Condylostylus och familjen styltflugor. Inga underarter finns listade i Catalogue of Life.